# Erannis punctata
Erannis punctata är en fjärilsart som beskrevs av Gornik 1931. Erannis punctata ingår i släktet Erannis och familjen mätare. Inga underarter finns listade i Catalogue of Life.